# 침팬지와 인간의 마지막 공통 조상
침팬지와 인간의 마지막 공통 조상(Chimpanzee–human last common ancestor, CHLCA)은 공통 조상을 공유하는 사람속과 침팬지속, 보노보가 분기되기 직전의 마지막 공통 조상이다. 이들의 분기 시점은 연구에 따라 길게는 1,300만 년 전 무렵에서 짧게는 500만 년 전 무렵으로 다양하게 추정되고 있다.
인류유전학은 현생 인류인 호모 사피엔스의 외군, 즉 가장 유사한 생물종으로 침팬지를 꼽고있다. 이외에도 보노보 역시 다른 영장류에 비해 인간이나 침팬지와 유전적으로 가까운 위치에 있다. 개체군 사이의 유전적 차이는 대개 단일염기 다형성(SNP, 스닙)의 비율을 비교하여 분석한다. CHLCA는 현존하는 사람과 침팬지, 보노보의 SNP를 비교 분석하여 이를 바탕으로 역으로 상정한 개념이다.
광범위한 연구에도 불구하고 CHLCA의 직접적인 화석 증거는 발견되지 않았다. 사헬란트로푸스, 오로린 투게넨시스, 아르디피테쿠스 라미두스와 같은 화석들이 CHLCA의 후보로 거론되었지만, 결정적인 증거가 불충분하다.

## 분류
다음은 사람과의 계통 분류이다.

|  | 수마트라오랑우탄                                                      |
|  |                                                                       |
|  | \| \| 타파눌리오랑우탄 \| \| \| \| \| \| 보르네오오랑우탄 \| \| \| \| |
|  |                                                                       |
|  | 타파눌리오랑우탄                                                      |
|  |                                                                       |
|  | 보르네오오랑우탄                                                      |
|  |                                                                       |

|  | 타파눌리오랑우탄 |
|  |                  |
|  | 보르네오오랑우탄 |
|  |                  |

|  | 수마트라오랑우탄                                                      |
|  |                                                                       |
|  | \| \| 타파눌리오랑우탄 \| \| \| \| \| \| 보르네오오랑우탄 \| \| \| \| |
|  |                                                                       |
|  | 타파눌리오랑우탄                                                      |
|  |                                                                       |
|  | 보르네오오랑우탄                                                      |
|  |                                                                       |

|  | 타파눌리오랑우탄 |
|  |                  |
|  | 보르네오오랑우탄 |
|  |                  |

| 고릴라속 | \| \| 서부고릴라 \| \| \| \| \| \| 동부고릴라 \| \| \| \| |
|          | \| \| 서부고릴라 \| \| \| \| \| \| 동부고릴라 \| \| \| \| |
|          | 서부고릴라                                                |
|          |                                                           |
|          | 동부고릴라                                                |
|          |                                                           |

|  | 서부고릴라 |
|  |            |
|  | 동부고릴라 |
|  |            |

| 침팬지속 | \| \| 침팬지 \| \| \| \| \| \| 보노보 \| \| \| \| |
|          | \| \| 침팬지 \| \| \| \| \| \| 보노보 \| \| \| \| |
|          | 침팬지                                            |
|          |                                                   |
|          | 보노보                                            |
|          |                                                   |

|  | 침팬지 |
|  |        |
|  | 보노보 |
|  |        |

| 사람속 | \| \| 사람 \| \| \| \| |
|        | \| \| 사람 \| \| \| \| |
|        | 사람                   |
|        |                        |

|  | 사람 |
|  |      |

| 침팬지속 | \| \| 침팬지 \| \| \| \| \| \| 보노보 \| \| \| \| |
|          | \| \| 침팬지 \| \| \| \| \| \| 보노보 \| \| \| \| |
|          | 침팬지                                            |
|          |                                                   |
|          | 보노보                                            |
|          |                                                   |

|  | 침팬지 |
|  |        |
|  | 보노보 |
|  |        |

| 사람속 | \| \| 사람 \| \| \| \| |
|        | \| \| 사람 \| \| \| \| |
|        | 사람                   |
|        |                        |

|  | 사람 |
|  |      |

| 고릴라속 | \| \| 서부고릴라 \| \| \| \| \| \| 동부고릴라 \| \| \| \| |
|          | \| \| 서부고릴라 \| \| \| \| \| \| 동부고릴라 \| \| \| \| |
|          | 서부고릴라                                                |
|          |                                                           |
|          | 동부고릴라                                                |
|          |                                                           |

|  | 서부고릴라 |
|  |            |
|  | 동부고릴라 |
|  |            |

| 침팬지속 | \| \| 침팬지 \| \| \| \| \| \| 보노보 \| \| \| \| |
|          | \| \| 침팬지 \| \| \| \| \| \| 보노보 \| \| \| \| |
|          | 침팬지                                            |
|          |                                                   |
|          | 보노보                                            |
|          |                                                   |

|  | 침팬지 |
|  |        |
|  | 보노보 |
|  |        |

| 사람속 | \| \| 사람 \| \| \| \| |
|        | \| \| 사람 \| \| \| \| |
|        | 사람                   |
|        |                        |

|  | 사람 |
|  |      |

| 침팬지속 | \| \| 침팬지 \| \| \| \| \| \| 보노보 \| \| \| \| |
|          | \| \| 침팬지 \| \| \| \| \| \| 보노보 \| \| \| \| |
|          | 침팬지                                            |
|          |                                                   |
|          | 보노보                                            |
|          |                                                   |

|  | 침팬지 |
|  |        |
|  | 보노보 |
|  |        |

| 사람속 | \| \| 사람 \| \| \| \| |
|        | \| \| 사람 \| \| \| \| |
|        | 사람                   |
|        |                        |

|  | 사람 |
|  |      |

|  | 수마트라오랑우탄                                                      |
|  |                                                                       |
|  | \| \| 타파눌리오랑우탄 \| \| \| \| \| \| 보르네오오랑우탄 \| \| \| \| |
|  |                                                                       |
|  | 타파눌리오랑우탄                                                      |
|  |                                                                       |
|  | 보르네오오랑우탄                                                      |
|  |                                                                       |

|  | 타파눌리오랑우탄 |
|  |                  |
|  | 보르네오오랑우탄 |
|  |                  |

|  | 수마트라오랑우탄                                                      |
|  |                                                                       |
|  | \| \| 타파눌리오랑우탄 \| \| \| \| \| \| 보르네오오랑우탄 \| \| \| \| |
|  |                                                                       |
|  | 타파눌리오랑우탄                                                      |
|  |                                                                       |
|  | 보르네오오랑우탄                                                      |
|  |                                                                       |

|  | 타파눌리오랑우탄 |
|  |                  |
|  | 보르네오오랑우탄 |
|  |                  |

| 고릴라속 | \| \| 서부고릴라 \| \| \| \| \| \| 동부고릴라 \| \| \| \| |
|          | \| \| 서부고릴라 \| \| \| \| \| \| 동부고릴라 \| \| \| \| |
|          | 서부고릴라                                                |
|          |                                                           |
|          | 동부고릴라                                                |
|          |                                                           |

|  | 서부고릴라 |
|  |            |
|  | 동부고릴라 |
|  |            |

| 침팬지속 | \| \| 침팬지 \| \| \| \| \| \| 보노보 \| \| \| \| |
|          | \| \| 침팬지 \| \| \| \| \| \| 보노보 \| \| \| \| |
|          | 침팬지                                            |
|          |                                                   |
|          | 보노보                                            |
|          |                                                   |

|  | 침팬지 |
|  |        |
|  | 보노보 |
|  |        |

| 사람속 | \| \| 사람 \| \| \| \| |
|        | \| \| 사람 \| \| \| \| |
|        | 사람                   |
|        |                        |

|  | 사람 |
|  |      |

| 침팬지속 | \| \| 침팬지 \| \| \| \| \| \| 보노보 \| \| \| \| |
|          | \| \| 침팬지 \| \| \| \| \| \| 보노보 \| \| \| \| |
|          | 침팬지                                            |
|          |                                                   |
|          | 보노보                                            |
|          |                                                   |

|  | 침팬지 |
|  |        |
|  | 보노보 |
|  |        |

| 사람속 | \| \| 사람 \| \| \| \| |
|        | \| \| 사람 \| \| \| \| |
|        | 사람                   |
|        |                        |

|  | 사람 |
|  |      |

| 고릴라속 | \| \| 서부고릴라 \| \| \| \| \| \| 동부고릴라 \| \| \| \| |
|          | \| \| 서부고릴라 \| \| \| \| \| \| 동부고릴라 \| \| \| \| |
|          | 서부고릴라                                                |
|          |                                                           |
|          | 동부고릴라                                                |
|          |                                                           |

|  | 서부고릴라 |
|  |            |
|  | 동부고릴라 |
|  |            |

| 침팬지속 | \| \| 침팬지 \| \| \| \| \| \| 보노보 \| \| \| \| |
|          | \| \| 침팬지 \| \| \| \| \| \| 보노보 \| \| \| \| |
|          | 침팬지                                            |
|          |                                                   |
|          | 보노보                                            |
|          |                                                   |

|  | 침팬지 |
|  |        |
|  | 보노보 |
|  |        |

| 사람속 | \| \| 사람 \| \| \| \| |
|        | \| \| 사람 \| \| \| \| |
|        | 사람                   |
|        |                        |

|  | 사람 |
|  |      |

| 침팬지속 | \| \| 침팬지 \| \| \| \| \| \| 보노보 \| \| \| \| |
|          | \| \| 침팬지 \| \| \| \| \| \| 보노보 \| \| \| \| |
|          | 침팬지                                            |
|          |                                                   |
|          | 보노보                                            |
|          |                                                   |

|  | 침팬지 |
|  |        |
|  | 보노보 |
|  |        |

| 사람속 | \| \| 사람 \| \| \| \| |
|        | \| \| 사람 \| \| \| \| |
|        | 사람                   |
|        |                        |

|  | 사람 |
|  |      |

분류학에서 과와 속의 사이에 놓인 족은 같은 과의 여러 속 가운데 가장 유사성이 적은 속을 다른 것과 분리하기 위한 것이다. 이에 따라 사람속과 침팬지속은 사람족으로 묶고 고릴라속은 이보다 이른 시기에 갈라졌기 때문에 다른 족으로 분류한다.
1996년 맨과 바이스는 사람족으로 묶인 침팬지속과 사람속을 각각 별개의 아족으로 분류하여야 한다고 제안하였다. 이 팀은 사람속과 모든 두 발로 걷는 유인원을 사람아족으로 분류하고 침팬지속을 침팬지아족으로 분류했다. 그러나 2010년 우드는 이 분류에 대해 이견을 표했다. 2000년 우드와 리치몬드는 '침팬지 분지'를 가정하면서 이를 침팬지아족으로 정의하였고 이에 따라 사람과의 아과는 고릴라, 침팬지, 사람의 셋으로 분류된다고 보았다.
2001년 리처드 랭엄은 CHLCA가 오늘날의 침팬지와 더 흡사하기 때문에 침팬지속의 일원으로 분류되어야 하며, 분류학적 이름도 판 프라이어(Pan prior, 초기 침팬지)라고 불려야 한다고 주장하였다.
사람아족은 침팬지속의 일부에서 분기된 이후 다시 사람속과 오스트랄로피테쿠스속 으로 갈라졌다. 이 가운데 오스트랄로피테쿠스 분기는 어느 시점에 멸종하였고, 여러 고인류로 분화한 사람속 역시 오늘날 호모 사피엔스만이 살아남았다.

## 화석 증거
아직 CHLCA라고 결정적으로 확인된 화석은 없다. 유전학적으로 예측되는 사람과 침팬지의 분기 시점인 약 700만년 전 마이오세에 살았던 사헬란트로푸스가 CHLCA에서 예상되는 특징과 유사하다는 주장이 있지만 이에 대한 반론 역시 크다. 사헬란트로푸스가 갖는 사람족과 유사한 해부학적 특징은 그저 수렴 진화의 결과일 수도 있기 때문이다.
여전히 완전한 종분화가 이루어지기 전이었을 것으로 추정되는 약 550만 년 전의 아르디피테쿠스 역시 CHLCA의 후보로 거론되지만 화석이 불완전하여 분기 이전과 이후 가운데 어느 쪽에 해당하는 지를 판별하기 어렵다. 2010년 사르미엔토는 아르디피테쿠스가 갖는 손목과 뇌기저부의 형태는 인간 고유의 것이지 않고 오히려 인간, 침팬지, 고릴라 모두의 분기 이전의 공통조상에서 별도로 분기한 종일 수 있다고 제안하였다.
그라이코피테쿠스역시 후보로 거론되지만 이 역시 사람족으로 결정할 증거가 불충분하다는 반론이 있다. 그라이코피테스는 동남유럽에서 발견된 화석으로 현생 인류와 고인류 모두가 아프리카에서 기원한다는 것이 정설인 현재의 상황에서 이를 CHLCA로 확정하기는 여러 모로 어렵다.
침팬지아족과 인간아족의 분기 이후 인간아족에서 가장 오랜 화석은 약 450만 년에서 400만 년 전 사이 살았던 오스트랄로피테쿠스 아나멘시스이다. 이후 인간아족의 고인류 화석은 여러 차례 발견되었지만, 오히려 침팬지아족의 초기 화석은 거의 발견되지 않았다. 가장 오래된 침팬지 화석은 아르곤-아르곤 연대 측정으로 54만 5천 년에서 28만 4천 년 전 사이 살았을 것으로 추정된 것으로 동아프리카 케냐의 대지구대에서 발견되었다. 지금까지 발견된 초기 사람족의 화석 가운데 절대 다수가 사람아족이고 침팬지아족의 것은 거의 없기 때문에 화석으로 CHLCA를 특정하기는 사실상 불가능한 상태이다. 그러나 오로린 투게넨시스와 사헬란트로푸스의 생존 시기는 사람과 침팬지의 분기 시점과 거의 같기 때문에 강력한 후보들 가운데 하나로 거론된다.
2016년 모니에는 CHLCA의 모습을 추정해 볼 수 있는 가상 화석 프로젝트를 발표하였다.

## 시대 추정
1998년 CHLCA의 시기는 1천만 년에서 1천3백만 년 전으로 추정되었다. 2009년 화이트 연구팀의 경우 700만 년에서 1천만 년 전의 범위를 가정했고 2016년 연구는 다른 부위에 비해 비교적 더 일정한 돌연변이 비율을 보이는 CpG 사이트를 분석하여 분기 시점을 1천 2백 10만 년으로 추정했다. 이외에도 930만 년에서 650만 년 전을 제안하는 연구가 있다 2022년 연구는 짧게는 4백만년 전을 분기 시점으로 제시하기도 하였다. 분자 시계 기법에 기반한 시기 예측은 아직까진 정확성이 높지 않기 때문에 실질적인 분기 시점은 결정적 화석의 발굴을 기다려야 한다.

## 유전자 흐름
아르디피테쿠스는 마이오세 후기 메시니안 절에 침팬지속 계통에서 분기되었을 가능성이 크다. 인간속과 침팬지속의 최종 분기는 아마도 마이오세 말기 또는 플라이오세 초기에 완료되었을 것으로 추정되며 이렇게 보았을 때 분기 시점은 약 1,300만 년 전부터 400만 년 전 사이의 어느 시점이 된다. 종의 분화가 점진적인 것을 감안하여도 아직은 너무 두루뭉실한 추정 값이다.
침팬지속과 사람속의 분기 과정은 어느날 갑자기 깨끗이 갈라선 것이 아니라 오랜 세월에 걸쳐 매우 복잡한 유전자 흐름을 보인다. 이는 분기 시점을 정확히 결정하지 못하는 또 다른 원인이 된다. 2006년 패터슨 연구팀은 인간과 침팬지의 유전자들이 서로 다른 시기에 분기 되었다고 분석하였다. 즉, 인간과 침팬지는 종분화가 이루어지는 과정 속에서도 오랫동안 함께 살았고 유전자 이동이 계속되었다는 것이다. 패터슨 팀은 대략 630만 년에서 540만 년 전 사이에 걸쳐 두 집단이 서서히 분리되었을 것으로 본다.
고릴라족과 사람족 사이에서도 불완전한 분기와 지속적인 유전자 이동의 흔적이 발견되고 있기 때문에 분기 과정에서 일정 기간 계속되는 유전자 흐름은 예외가 아니라 일반적인 현상으로 이해될 수 있다. 그렇다면 사람속과 침팬지속의 분기는 오랜 기간 점진적으로 이루어졌고 둘 사이의 마지막 공통조상 역시 유전적으로 단일한 특성을 띄기 보다는 다양한 특성을 지닌 여러 집단이었을 수 있다.

## 같이 보기
- 사람상과 분류의 역사
- 화석 인류